# Sankt Hansblus på Skagen strand
Sankt Hansblus på Skagen strand är en målning från 1906 av den danske konstnären Peder Severin Krøyer. Den föreställer en midsommarbrasa på Skagens södra strand där många av Skagenmålarna och deras vänner står samlade. På bilden syns bland andra Alba Schwartz, Michael Ancher, Anna Ancher, Holger Drachmann, Hugo Alfvén, Marie Krøyer och Laurits Tuxen.

## Tillkomst
Återinförandet av det historiska midsommarbålet i Danmark har tillskrivits Skagenmålarna. Krøyer påbörjade förberedelserna för målningen 1892, men på grund av andra åtaganden och sjukdom drog den ut på tiden. För att få till det rätta eldskenet i ateljén använde Krøyer en reflektorlampa efter ett tips från Charles Cottet.

## Proveniens
Målningen köptes för omkring 20 000 danska kronor av en privat samlare. År 1948 skadades den i en eldsvåda men restaurerades. Sedan 1957 är den deponerad hos Skagens Museum.